# Русская весна (сайт)
Ру́сская весна́ — российский пропагандистский сайт.
В эфире — с 16 марта 2014 года.
Сетевое издание «Русская Весна» зарегистрировано в Роскомнадзоре 20 августа 2015 года, свидетельство о регистрации СМИ ЭЛ № ФС77 — 62791.
На главной странице сайта размещены сканы наград: благодарственное письмо генерал-лейтенанта А. Кима (2017), грамота министерства связи и массовых коммуникаций ЛНР (2017), благодарность министерства информации ДНР (2016), и даны соответствующие ссылки.
В июне 2022 года сайт «Русская весна» занял 20-е место в рейтинге российских сайтов категории «Новости и СМИ» (почти 30 миллионов просмотров за месяц).